# Sölve Strand

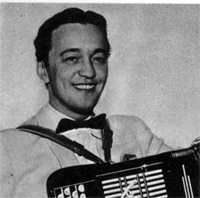
Sölve Strand.

Gustaf Sölve Strand, född 12 januari 1921 i Bollnäs församling i Gävleborgs län, död 16 december 1993 i Årsta i Enskede församling i Stockholm var en svensk kompositör, musiker och kappelmästare  med dragspel som huvudinstrument.
Strand växte upp i Tallbacken i Lottefors i Bollnäs församling i Hälsingland. Han började spela dragspel på dansbanor redan i tioårsåldern.  
Lärde sig läsa och spela efter noter av grannen Gunnar Lundgren (orkesterledare) och turnerade dels med egen orkester och olika artister, bland andra Harry Brandelius, Calle Jularbo och i Finland med Snoddas.  
1937 blev Sölve (16 år) svensk juniormästare på dragspel och kallades för "Kometen från Lottefors" i tidningar/nyheterna. 
Under 50- och 60-talen hade han regelbundet populära radioutsändningar med varierande jazz/dans/schlager/gammeldans-musik i P3, lunchmusik i SR och olika lokala radiostationer. Även finstämd musik samman med Helge Wallin på occarina.
Sölve deltog också med sin orkester i olika SF-filmer,  "100 dragspel och en flicka", Nils Poppe m.fl.
Känd för sitt glada humör blev han ofta intervjuad i diverse tv- och radioprogram. Läste och spelade direkt upp musik från förelagda noter, s.k. "prima vista". 
Lämnar många kompositioner efter sig, bl.a. Enströms hambo/Lilljäntan/Dragspelarens dröm/Solo blanco/Här är gamla takter/Lillpojken/En sväng med tösen/En riktig hambo.    
"Jämtgubben" lekte han och Gnesta fram när de möttes på tåget vid tillbakaresa från olika engagemang. Tore Skogman skrev sedermera text till den.. 
När tv kom igång på 50-60talen blev han en populär musikergäst i diverse program.
Sölve gjorde grammofondebut med Carl Reinholdz och Luffarvisan. I samarbete med Gnesta-Kalle gjorde Sölve Strand dragspelslåten Jämtgubben, som Thore Skogman senare skrev och sjöng en text till.
Han omnämns i Povel Ramels Birth of the gammeldans från revyn På avigan (1966).
Sölve Strand är begravd på Sandsborgskyrkogården i Stockholm.
Red. dtr Birgitta "En sväng med tösen" och "Lilljäntan" 🎶

## Filmmusik
- 1957 – Far till sol och vår